# 정재윤 (희극인)
정재윤(1968년 5월 1일 ~ )은 대한민국의 코미디언이자 방송인이다.

## 경력
- 2014년 : 호서전문학교 피부미용학과 겸임교수

## 데뷔
- 1987년 연극배우 첫 데뷔하였고 이어 같은 해 MBC 개그 콘테스트로 정식 데뷔하였다.

## 수상
- 1989년 : MBC 우수연기상
- 2013년 : 국제시데스코 뷰티테라피 민간기능 경진대회 페이스관리 은상
- 2014년 : 글로벌 기부문화공헌 대상 자랑스런 한국인 대상

## 학력
- 1987년 : 서울 수도여자고등학교 졸업
- 1989년 : 서울예술전문대학 연극학과 전문학사
- 1995년 : 한국방송통신대학교 유아교육학과 학사
- 2010년 : 서울호서전문학교 미용학과 학사
- 2014년 : 중앙대학교 의약식품대학원 향장미용학과 석사

## 출연작

### TV 방송
- MBC 《청춘행진곡》
- MBC 《특종 TV연예》
- Trend E 《정재윤의 작업남녀》
- MBC 《세바퀴》
- KBS1 《가족오락관》

### 라디오 방송
- 9595쇼 (tbs FM, 1990년)
- 정재윤의 가요! 가요! 가요! (WBS FM, 2006년)